# کوه تومانیوی
کوه تومانیوی (به لاتین: Mount Tomanivi) یک کوه در فیجی است که در Western Division واقع شده‌است. کوه تومانیوی ۱٬۳۲۴ متر بالاتر از سطح دریا واقع شده‌است.